# 塔莱朗
塔莱朗（法語：Talairan，法語發音：[talɛʁɑ̃] ⓘ）是法国奥德省的一个市镇，属于卡尔卡松区。

## 地理
塔莱朗（43°3'5"N, 2°39'48"E）面积36.29 平方千米，位于法国奧克西塔尼大區奥德省，该省份为法国南部沿海省份，北起塔恩省，西北接上加龙省，西接阿列日省，南至东比利牛斯省，东临地中海，东北与埃罗省接壤。
与塔莱朗接壤的市镇（或旧市镇、城区）包括：阿尔巴斯、容基耶尔、拉格拉斯、帕莱拉克、坎蒂扬、圣洛朗-德拉卡布勒里斯、圣皮埃尔德尚、图尔尼桑、泰尔默内斯红城。

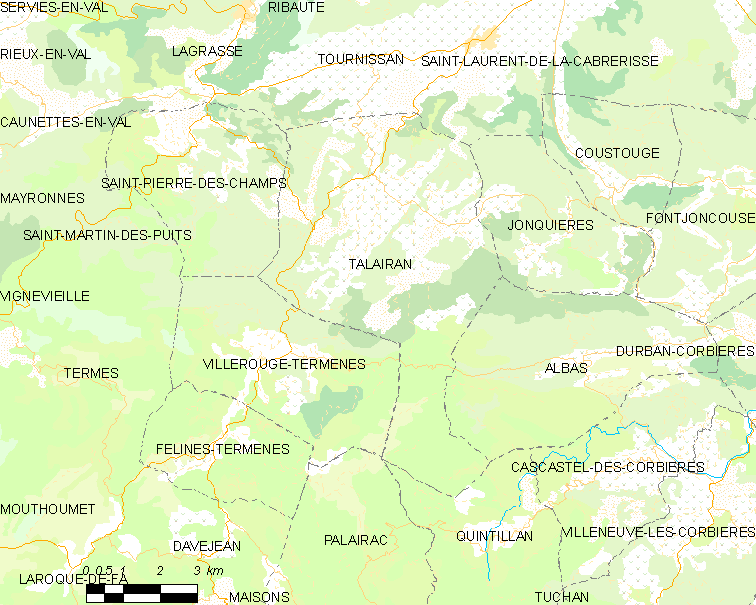
塔莱朗的OSM定位图

塔莱朗的时区为UTC+01:00、UTC+02:00（夏令时）。

## 行政
塔莱朗的邮政编码为11220，INSEE市镇编码为11386。

## 政治
塔莱朗所属的省级选区为莱科比耶尔县。

## 人口

1962-2008年间塔莱朗人口变化图示

塔莱朗于2022年1月1日时的人口数量为436人。